# Kunstgeschiedenis
Kunstgeschiedenis is de discipline die de geschiedenis van de kunst onderzoekt en beschrijft. Het is een overkoepelend begrip voor de geschiedenis van kunstdisciplines zoals architectuur, schilderkunst, beeldhouwkunst, theater, dans, muziek en film. Literatuurgeschiedenis en cultuurgeschiedenis zijn er nauw mee verwant.

## Ontwikkeling
Tijdens de 20e eeuw lagen enkele bepalende kunsthistorici aan de basis van de ontwikkeling die deze discipline kende:
- Heinrich Wölffin en Max Friendländer ontwierpen modellen die klassiek werden
- Aby Warburg ontwikkelde de iconologie, een specialisme ontstaan uit de iconografie

De kunstbeschrijving die vroeger de relatie tussen kunstwerk en kunstenaar beschreef, evolueerde naar de receptie-esthetica (hoe ervaart het publiek het kunstwerk) en daarnaast de technische kunstgeschiedenis (welke zijn de materiaaltechnische eigenschappen van de kunstobjecten).

## Overzicht van de Europese kunstgeschiedenis
Kunstgeschiedenis is op vele manieren in te delen, doch de nadruk bij bijvoorbeeld opleidingen ligt voornamelijk op Europese kunstgeschiedenis. Hier volgt een veelgebruikte indeling op periode. Enkele kanttekeningen vooraf:
- Vanzelfsprekend zijn kunststromingen niet exact te bepalen.
- De jaartallen zijn slechts richtlijnen, en kunnen van land tot land verschillen.
- Bovendien heeft een stijl in elk land zijn eigen interpretatie. Zo begon de renaissance in Italië al veel vroeger dan in Zweden.

Voor een meer gedetailleerdere lijst, zie de Lijst van Europese Kunststromingen.
| Prehistorische kunst            | |
| Afrikaanse etnische kunst       | |
| Amerikaanse etnische kunst      | |
| Aziatische prehistorische kunst | |
| Europese prehistorische kunst   | Kunst uit het Paleolithicum Kunst uit het Mesolithicum Kunst uit het Neolithicum Kunst uit de bronstijd Kunst uit de ijzertijd         |
| Etnische kunst van Oceanië      | |
| Kunst in de Oudheid             | |
| Oud-Egyptische kunst            | |
| Mesopotamische kunst            | Sumerische kunst Assyrische kunst Perzische kunst                                                                                      |
| Aegeïsche kunst                 | Cycladische kunst Minoïsche kunst Myceense kunst                                                                                       |
| Oud-Griekse kunst               | Archaïsche periode Klassieke Periode Hellenistische kunst                                                                              |
| Etruskische kunst               | |
| Romeinse kunst                  | |
| Westerse kunstgeschiedenis      | |
| Middeleeuwse kunst              | |
| Vroege middeleeuwen (476-1000)  | Vroegchristelijke kunst Byzantijnse kunst Keltische kunst Merovingische kunst Karolingische kunst Ottoonse renaissance                 |
| Hoge middeleeuwen (1000-1270)   | Romaanse kunst (1000-1200) Renaissance van de twaalfde eeuw Gotische kunst                                                             |
| Late middeleeuwen (1270-1500)   | Flamboyante gotiek |
| Renaissance (1400-1600)         | Italiaanse renaissance (vroegrenaissance, hoogrenaissance, maniërisme) Noordelijke renaissance                                         |
| Barok (1600-1750)               | |
| Rococo (1700-1750)              | |
| Classicisme (1750-1850)         | Neoclassicisme |
| Romantiek (1780-1880)           | |
| Realisme (1830 - 1870)          | |
| Impressionisme (1860-1890)      | |
| Postimpressionisme (1884-1904)  | Neo-impressionisme (Pointillisme en Divisionisme) Luminisme Symbolisme (1884-1914) Cloisonnisme                                        |
| Moderne kunst (1890-1970)       | Art nouveau (jugendstil) (1880-1914) Art deco (1920-1940) Schilderkunst van de 20e eeuw Abstracte kunst Conceptuele kunst (1960-heden) |
| Postmodernisme (1970-heden)     | |
| Hedendaagse kunst               | Schilderkunst van de 21e eeuw |

## Niet-Europese kunstgeschiedenis
- Islamitische kunst
- Aziatische kunst met o.a. Chinese kunst, Thaise kunst, Japanse kunst en Vietnamese kunst
- Afrikaanse kunst
- Latijns-Amerikaanse kunst
- Primitieve kunst

## Opleiding
De studie van de kunstgeschiedenis (ook als kunstwetenschappen bekend) is een universitaire opleiding. Soms wordt deze zelfstandig aangeboden (als Master in de kunstwetenschappen); soms ook als onderdeel van een gecombineerde studie met bijvoorbeeld archeologie. Opleidingen zijn onder andere te vinden in: 
- Amsterdam: Universiteit van Amsterdam en Vrije Universiteit Amsterdam
- Brussel
- Gent
- Groningen
- Leiden
- Leuven
- Nijmegen
- Utrecht

## Verwante onderwerpen
- Lijst van Europese kunststromingen
- Muziekgeschiedenis
- Architectuurgeschiedenis
- Beeldhouwkunst
- Cultuurgeschiedenis
- Kunst
- Schilderkunst en Schilderkunst van de 20e eeuw
- Theatergeschiedenis
- Boekbandontwerpers in Nederland tussen 1890 en 1940